# St. Annen (Crussow)

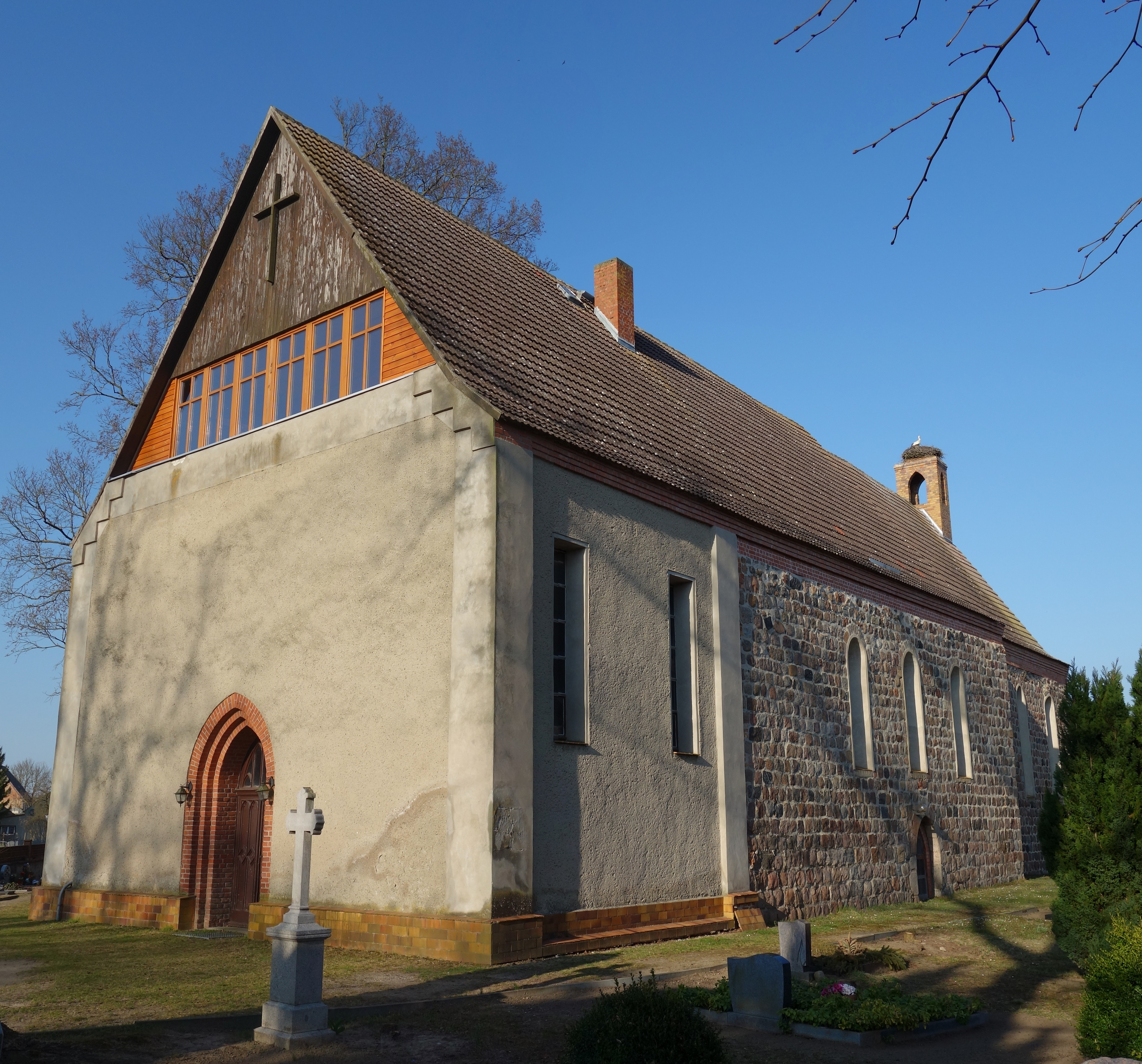
Dorfkirche Crussow

Die evangelische, denkmalgeschützte Dorfkirche St. Annen steht in Crussow, einem Gemeindeteil der Stadt Angermünde im Landkreis Uckermark von Brandenburg. Die Kirche gehört zum Pfarrsprengel Angermünde im Kirchenkreis Uckermark der Evangelischen Kirche Berlin-Brandenburg-schlesische Oberlausitz.

## Beschreibung
Die Saalkirche wurde in der zweiten Hälfte des 13. Jahrhunderts erbaut. Sie besteht aus einem Langhaus und einem eingezogenen, rechteckigen Chor im Osten aus Feldsteinen und im Innern durch einen Chorbogen verbunden. Aus dem Satteldach des Chors erhebt sich ein quadratischer Dachreiter. Der 1730 gebaute Kirchturm im Westen des Langhauses wurde 1967 wegen Baufälligkeit abgerissen und die gesamte Kirche wegen Einsturzgefahr gesperrt. Die Kirchenglocke von 1514 wurde auf dem Kirchfriedhof in einen freistehenden Glockenstuhl eingehängt. Das Altarretabel und die Kanzel und die Patronatsloge wurden in die Dorfkirche Biesenbrow versetzt. Die Kirche wurde ab 1983 saniert und am 25. September 1988 neu geweiht.